# Araucaleon inca
Araucaleon inca is een insect uit de familie van de mierenleeuwen (Myrmeleontidae), die tot de orde netvleugeligen (Neuroptera) behoort. 
Araucaleon inca is voor het eerst wetenschappelijk beschreven door Banks in 1938.